# Benito Saba
Benito Saba (Cagliari, 16 marzo 1936 – Sassari, 6 luglio 2023) è stato un politico italiano.

## Biografia
Nato nel 1936 a Cagliari da genitori originari di Bonnanaro, al termine della guerra si trasferì con la famiglia a Sassari, dove conseguì il diploma al liceo classico Azuni. Dopo la laurea in giurisprudenza lavorò come dirigente pubblico presso gli enti locali.
Aderì alla Democrazia Cristiana e fu attivo in politica per trentacinque anni. Fu a lungo consigliere comunale a Sassari, assessore e vicesindaco, e dal 1971 al 1973 fu sindaco della città. Sedette per quindici anni al Consiglio regionale della Sardegna, ritirandosi definitivamente nel giugno 1989.
Cultore di lingua sarda, fu anche autore di poesia dialettale. Sposato con Auretta Carta, docente di lettere e preside, ebbe tre figli: Pietro, Mario e Giovanna Francesca.
Si è spento improvvisamente a Sassari il 6 luglio 2023.